# Ave de Trueno
Thunderbird (John Proudstar) (conocido en español como Ave de Trueno) es un superhéroe de ficción que aparece en los cómics estadounidenses publicados por Marvel Comics. Creado por el escritor Len Wein y el artista Dave Cockrum, el personaje aparece por primera vez en Giant-Size X-Men # 1 (mayo de 1975).Ave de Trueno fue miembro de corta duración del segundo grupo Génesis de X-Men se reunieron en este tema, ya que murió en su segunda misión.
Un nativo americano apache y un humano mutante, John Proudstar posee una capacidad atlética sobrehumana. Desde su muerte, el personaje ha vuelto a la vida temporalmente en los guiones de Necrosha y Chaos War, antes de resucitar permanentemente después del establecimiento de Krakoa.Su hermano, James Proudstar, conocido primero como Ave de Trueno, y luego como Warpath, también es un mutante y X-Men con capacidades similares.
Además de sus encarnaciones principales, Ave de Trueno ha sido representado en otros universos ficticios. La versión alternativa más notable del personaje es el miembro del equipo original de Exiles. En otros medios, Ave de Trueno es uno de los personajes principales adaptados a la serie de televisión en vivo The Gifted, que se estrenó en 2017, interpretado por el actor Blair Redford.

## Historial de publicaciones
El escritor Len Wein y el artista Dave Cockrum crearon a Ave de Trueno para los nuevos X-Men, específicamente para ser miembro del equipo que reprobaría el examen de ingreso. Habiendo decidido ya que los personajes presentados anteriormente, Sunfire y Banshee, no aprobarían el examen, Wein y Cockrum sintieron que no sería realista que sólo los personajes más antiguos "reprobaran" y se propusieron crear un nuevo personaje que se adaptara a este papel. Sin embargo, después de desarrollar a Ave de Trueno, decidieron que les gustaba demasiado el personaje (su disfraz en particular) como para descartarlo después de un solo número, y decidieron mantenerlo.

## Historia

### Origen
John Proudstar nació en una tribu apache en una reserva en Campo Verde, Arizona. Cuando era adolescente, descubrió que poseía las habilidades mutantes de los sentidos sobrehumanos, la fuerza, la velocidad y la resistencia.
Proudstar fue reclutado por el Cuerpo de Marines de los Estados Unidos durante la Guerra de Vietnam y obtuvo el rango de cabo. Regresó a su tribu después de la guerra, pero era infeliz y apático.

### X-Men y Muerte
Luego fue reclutado por el profesor Charles Xavier para unirse a su tercer grupo de X-Men. Con ganas de demostrar su destreza, Proudstar aceptó y asumió el nombre en clave de superhéroe Thunderbird. Ayudó a los otros X-Men a rescatar a los X-Men originales de Krakoa, la isla mutante.
Durante las semanas de entrenamiento que siguieron, el malhumorado e individualista Thunderbird a menudo se encontró cara a cara con el líder de los X-Men, Cyclops. La segunda misión del nuevo equipo los llevó a Valhalla Base, Colorado, para combatir al Conde Nefaria y los Ani-Men. Cuando Nefaria intentó escapar en un avión, Proudstar saltó a bordo. Sin tener en cuenta las órdenes del Profesor X de saltar a la seguridad, Thunderbird lo golpeó con sus puños. El avión explotó, matando a Proudstar. Más tarde se revela que el conde Nefaria sobrevivió al accidente.
El hermano de Thunderbird, James Proudstar tiene poderes similares, aunque en un grado mucho mayor. También es un X-Man que primero usó el nombre en clave Thunderbird y luego cambió a Warpath cuando se unió al equipo de Fuerza-X.: 220 

### Necrosha
Cuando Warpath va a visitar la tumba de Thunderbird durante la historia de Necrosha, se encuentra con el Oso Demonio. Después de derrotar a la criatura con la ayuda de Ghost Rider, se entera de que el ex-purificador Eli Bard, ha desenterrado a Thunderbird y todos los demás enterrados allí. Se revela que Bard usó una versión del virus tecnoorgánico para resucitar a Thunderbird y a los demás como sus sirvientes. Más tarde se ve a Thunderbird con el Círculo Interno de Selene y Caliban siendo conducidos a las ruinas de Genosha, que ella llama Necrosha.

### Guerra del Caos
Durante la llamada Guerra de Caos, Ave de Trueno es uno de los X-Men caídos (junto con Banshee, Moira MacTaggert, Esme y Sophie de las Stepford Cuckoos, y tres duplicados del Hombre Múltiple), que vuelven de entre los muertos. Recuerda la última vez que fue restablecido brevemente durante los acontecimientos de Necrosha, aunque sea débilmente. Ave de Trueno lleva a los X-Men revividos miembros en busca de un diario escrito por Destiny que podría ser la clave para derrotar a Amatsu-Mikaboshi. Él y el grupo descubren que Moira MacTaggert ha sido poseído por el fantasma de Destiny. A raíz de la derrota del Rey del Caos, Ave de Trueno regresa a la tumba después de que la realidad es restaurada por Hércules, Ave de Trueno contempla que su vida finalmente significa algo y espera que la próxima vez que resucite sea con Sophie.
Cuando los X-Men hicieron de Krakoa un paraíso mutante, los protocolos de resurrección trajeron de vuelta a muchos mutantes muertos, incluido Ave de Trueno. El fue visto en la Laguna Verde viendo el concierto de Dazzler.Sin embargo, su resurrección se muestra explícitamente en el panel del capítulo final del arco del Juicio de Magneto (durante el Reinado de X) como consecuencia de la magia de la Bruja Escarlata.
Después de un flashback de su resurgimiento, John Proudstar visita la reserva Apache. A su llegada, unos niños le contaron cómo la policía local arrestó a algunos de los habitantes cuando no quisieron entregar a los mutantes. Más tarde esa noche, convirtiéndose en Ave de Trueno, fue a la estación de policía para exigir la liberación de la gente del Campamento Gozhoo. Cuando el sheriff local se negó, Ave de Trueno atacó mientras ahuyentaba a los punks que esperaban ser detenidos. Un policía escondido se pone en contacto con Edwin Martynec de Heritage Initiative (financiada en secreto por Orchis) y le comenta que está siendo atacado. Al encontrar a las personas detenidas, Martynec llega con algunos agentes de Heritage Initiative donde planean recolectar los genes X de los nativos americanos que liberó. Mientras lucha contra Ave de Trueno, Martynec se transforma en una criatura parecida a un coyote ante la mirada de los nativos americanos. Después de recordar la última vez que murió, Ave de Trueno somete a Martynec cuando llega su abuela Lozen. Ave de Trueno perdona a Martynec y lo arroja hacia los agentes de Orchis. Cuando Martynec se burla de Ave de Trueno, Lozen le da una patada en la cabeza mientras Ave de Trueno se va con sus compañeros nativos americanos. De vuelta en la reserva Apache, Lozen acepta mantener en secreto cómo resucitó Ave de Trueno. Ambos son visitados por Warpath después de que se colocó la Puerta Krakoan en la reserva Apache donde Warpath se encuentra con la abuela Lozen.

## Poderes y Habilidades
Thunderbird era un mutante que poseía una fuerza sobrehumana (suficiente para destrozar un avión de combate con sus propias manos), velocidad (era lo suficientemente rápido como para vencer a un bisonte, posiblemente mucho más rápido) y resistencia debido a su densa musculatura. Sus sentidos también se mejoraron, lo que le permitió convertirse en un rastreador muy hábil.
Thunderbird tenía entrenamiento militar en combate cuerpo a cuerpo.

## Otras versiones

### Era de Apocalipsis
En el universo de Era de Apocalipsis, John Proudstar está a la cabeza de un grupo religioso Ghost Dance cuyos miembros realizan bailes nocturnos pidiendo a los antiguos espíritus que pongan fin al reinado de Apocalipsis. También proporcionaron un pasaje seguro a Avalon a través del Galope Infernal. Cuando Nightcrawler tenía la misión de viajar a Avalon y traer de vuelta al mutante conocido como Destiny, forzó a Proudstar a proporcionarles un pasaje. Traicionada por Danielle Moonstar, Madri se enteró de Proudstar y la ubicación del Galope Infernal en Ghost Dance. Los soldados madri mataron a todos los miembros de la danza fantasma.

### Dinastía de M
En la realidad de House of M, John Proudstar aparece como un detective de la policía del Departamento de Policía de Nueva York y como el líder de la fuerza de ataque conocida como la "Hermandad". Proudstar finalmente llegó a un acuerdo con Wilson Fisk para atraer a la pandilla de Luke Cage como una cuestión de orgullo y para terminar sus actividades criminales. Los esfuerzos de Thunderbird dieron como resultado que los Vengadores de Cage lucharan contra la Hermandad, en la cual su derrota causó que Magneto la disolviera.

### Exiles
Una versión alternativa de John Proudstar es un miembro original de los Exiles, un grupo de superhumanos encargados de arreglar realidades dañadas. Este Thunderbird es capturado por Apocalipsis durante su tiempo con los X-Men y de mala gana transformado en uno de sus Cuatro Jinetes, a saber, la Guerra.
Durante un tiempo fue uno de los Jinetes de Apocalipsis. Tiene una relación amorosa con Nocturna.

## En otros medios

### Televisión

#### Animación
- Thunderbird aparece en Spider-Man and His Amazing Friends (voz de John Stephenson), en el episodio, "The X-Men Adventure". Él se muestra como un miembro de los X-Men. En esta encarnación, Thunderbird posee la capacidad de cambiar de forma en una variedad de animales de América del Norte y no demuestra ninguna de sus habilidades en los cómics.[14][15] Cuando se trató de cambiar de forma de Thunderbird a un oso pardo para derribar una puerta, Iceman murmuró: "¡No sabía que podías hacer eso!"
- Thunderbird se muestra en los créditos de apertura de la serie animada X-Men, que debutó en 1992 y finalizó en 1997. En la parte de la introducción donde los héroes y villanos se cargan mutuamente, el personaje se muestra como parte de La Hermandad de Magneto, pero él nunca fue planeado para ser un villano. Larry Houston, quien diseñó los créditos iniciales con Will Meugniot, necesitaba encontrar el equilibrio entre los X-Men y sus adversarios. Añadió dos personajes en el lado de los villanos, Yuri Topolov / Gárgola y John Proudstar / Thunderbird, que son visibles en el episodio de "La isla de los esclavos " donde los X-Men visitan a Genosha.[14][16] En anteriormente de X-Men: La creación de una serie animada hecha por el presentador de series Eric Lewald, se explica que Thunderbird originalmente tenía la intención de morir en la historia inicial de la serie X-Men, para reflejar su muerte en la primera misión de los X-Men totalmente nuevos y diferentes. Finalmente, se decidió no matar al único personaje nativo americano y fue reemplazado por el cambiaformas mutante Kevin Sydney / Morph, quien más tarde apareció vivo en episodios posteriores.[14][17]

#### Acción en vivo
- Thunderbird aparece en la serie de televisión en vivo, The Gifted: el personaje aparece como uno de los protagonistas en la nueva serie de Fox, interpretado por Blair Redford.[18][19] Él es un líder de Mutant Underground,[20] y tiene una relación con su novia, Sonya Simonson / Dreamer.[21] Pero, luego de su muerte, es consolado por Clarice Fong / Blink.